# بلک (شهرستان جینیوا)
بلک  شهری است در ایالت آلاباما در کشور آمریکا.

## مکان
بلک در موقعیت () قرار دارد.
با توجه به اطلاعات اداره آمار آمریکا مساحت آن در حدود ۸ کیلومترمربع است.

## مردم‌شناسی
با توجه به آمار سال ۲۰۰۰ جمعیت آن ۲۰۲ نفر، ۸۵ خانواده در آن ساکن هستند.
تعداد ۱۰۲ واحد خانه در هر مساحت تقریبی (۱۲،۸akm²) قرار دارد.
۲۳،۸% درصد از خانواده‌های فرزند زیر ۱۸ سال داشتند که از این تعداد ۵۲،۹% درصد زوج بوده و ۹،۴% درصد زنان بدون شوهر و ۳۱،۸% درصد نیز غیر خانواده بودند.
متوسط درآمد یک خانواده در حدود ۳۶،۲۵۰ دلار آمریکا است و زنان درآمد متوسط ۲۷،۸۵۷ دلار آمریکا و مردان درآمد متوسط ۱۵،۹۲۴ دلار آمریکا بدست می‌آورند.